# Greatest Hits (àlbum de The Offspring)
Greatest Hits és una compilació dels grans èxits la banda californiana de punk rock The Offspring. Fou publicada el 20 de juny de 2005 amb les cançons més reeixides de cinc dels sets àlbums publicats per la banda amb dues cançons inèdites. Als Estats Units fou certificada com a disc d'or.
Les cançons inèdites incloses en l'àlbum foren «Can't Repeat» i «Next to You», i ambdues foren llançades com a senzill per promocionar l'àlbum. La primera va arribar al 9è lloc de la llista de senzills de rock modern estatunidenca.
Un mes després van publicar un DVD/UMD titulat Complete Music Video Collection per complementar el Greatest Hits amb els respectius videoclips, excepte «Next to You», pel qual no van filmar videoclip, i amb l'addició de «The Meaning of Life», «I Choose» (Ixnay on the Hombre) i «She's Got Issues» (Americana), que foren senzills però que no foren incloses en el recopilatori.

## Llista de cançons
Totes les cançons foren compostes per The Offspring excepte les indicades.
| Núm.          | Títol                                                                              | Àlbum original      | Durada |
| ------------- | ---------------------------------------------------------------------------------- | ------------------- | ------ |
| 1.            | «Can't Repeat»                                                                     |                     | 3:24   |
| 2.            | «Come Out and Play (Keep'Em Separated)»                                            | Smash               | 3:17   |
| 3.            | «Self Esteem»                                                                      | Smash               | 4:17   |
| 4.            | «Gotta Get Away»                                                                   | Smash               | 3:51   |
| 5.            | «All I Want»                                                                       | Ixnay on the Hombre | 1:54   |
| 6.            | «Gone Away»                                                                        | Ixnay on the Hombre | 4:27   |
| 7.            | «Pretty Fly (For a White Guy)» (Robert Lange, Joe Elliott i Steve Clark)           | Americana           | 3:08   |
| 8.            | «Why Don't You Get a Job?»                                                         | Americana           | 2:49   |
| 9.            | «The Kids Aren't Alright»                                                          | Americana           | 3:00   |
| 10.           | «Original Prankster» (featuring Redman)                                            | Conspiracy of One   | 3:41   |
| 11.           | «Want You Bad»                                                                     | Conspiracy of One   | 3:22   |
| 12.           | «Defy You»                                                                         | BSO Orange County   | 3:48   |
| 13.           | «Hit That»                                                                         | Splinter            | 2:48   |
| 14.           | «(Can't Get My) Head Around You» «Next to You» (cançó oculta, cover de The Police) | Splinter            | 5:57   |
| Durada total: | Durada total:                                                                      | Durada total:       | 49:42  |

### Cançons extres internacionals
- En cada edició internacional, «Next to You» apareix com a cançó oculta en el tall 15 en comptes del 14.

| 15. | «Spare Me the Details» | Splinter | 3:24 |

| 15. | «The Kids Aren't Alright» (The Wiseguys remix) | She's Got Issues | 4:56 |

| 15. | «Da Hui» | Splinter | 1:42 |

- La cançó «Pretty Fly (For a White Guy)» conté un sample de «Rock of Ages» de Def Leppard, escrita per Robert Lange, Joe Elliott i Steve Clark.
- La cançó «Original Prankster» conté porcions de «Low Rider» de War.

## Posicions en llista
| Llista (2005) | Posició |
| ------------- | ------- |
| Alemanya      | 23      |
| Austràlia     | 2       |
| Canadà        | 6       |
| Estats Units  | 8       |
| Espanya       | 24      |
| Regne Unit    | 14      |

## Personal
The Offspring
- Greg K. – baix
- Dexter Holland – cantant
- Noodles – guitarra
- Ron Welty – bateria (cançons 2-12 i 15)
- Atom Willard – bateria ("Next to You")

Músics addicionals
- Josh Freese – bateria (cançons 1, 13, i 14)
- Ronnie King – teclats a "Hit That"
- Gabe McNair i Phil Jordan – trompa a "Why Don't You Get a Job?"
- Derrick Davis – flauta on "Why Don't You Get a Job?"

Vocalistes addicionals
- Jason "Blackball" McLean – veus addicionals a "Come Out and Play (Keep 'Em Separated)"
- Chris Higgins, Heidi Villagran, and Nika Futterman Frost – veus addicionals a "Pretty Fly (For a White Guy)"
- Jack Grisham, Davey Havok, and Jim Lindberg – veus addicionals a "Pretty Fly (For a White Guy)"
- Redman – veus addicionals a "Original Prankster"

Producció
- Jerry Finn – producció i mescles a "Can't Repeat"
- Joe McGrath – enginyeria de "Can't Repeat", assistent de Seth Waldman
- Thom Wilson – producció i enginyeria (cançons 2–4), assistent d'enginyeria Ken Paulakovich
- Dave Jerden – producció i enginyeria (cançons 5–9)
- Bryan Carlstrom – enginyeria (cançons 5–9)
- Brendan O'Brien – enginyeria i enginyeria (cançons 10–14)
- Nick DiDia – enginyeria (cançons 10 i 11) i gravació (cançons 12 i 13)
- Billy Bowers – enginyeria (cançons 10–14)
- Chris Higgins – enginyeria (cançons 10 i 12)
- Karl Egsieker – gravació de "Hit That" i "(Can't Get My) Head Around You"
- Eddy Schreyer – masterització de totes les cançons excepte 1 i 13
- Brian Gardner – masterització (cançons 1 i 13)